# Bicchiere promozionale

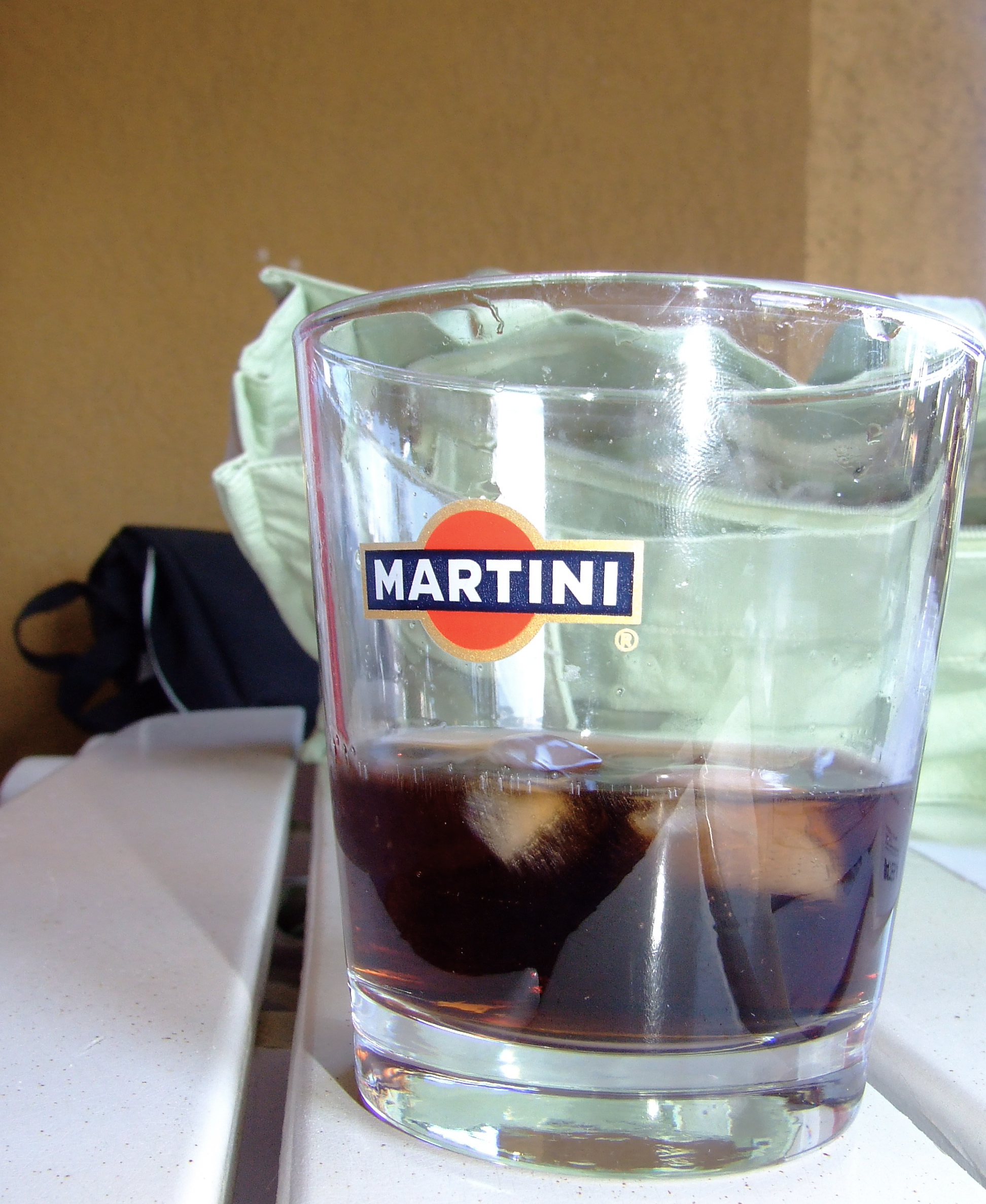
Un bicchiere promozionale Martini & Rossi

Il bicchiere promozionale è una forma di autopromozione di un marchio costituita da un bicchiere riportante il logo dell'azienda.
Ideati dal marketing di grandi industrie principalmente del settore delle bevande sono quindi divenuti gadgets anche nel settore alimentare.

## Origini
Se inizialmente porre su un bicchiere da bar un'immagine o una scritta serviva come semplice pubblicità di un marchio, ultimamente tale forma marketing si è evoluta. Un'immagine, una scritta veicola con essa un accattivante stile di vita verso il consumatore abituale o l'occasionale fruitore. In altre parole si cerca di far immedesimare un'idea indotta dall'immagine nel bicchiere.
Oltre al bicchiere di vini, alcolici e bevande si sono affiancati i contenitori per alimenti. Sono presentati sul mercato bicchieri adatti ad essere riutilizzati. Sono venduti con un piccolo sovrapprezzo sul prodotto rispetto al contenitore normale. Questi oggetti possono costituire intere "serie" o "collezioni tematiche", realizzate con cadenza periodica - ad esempio trimestrale - o in occasione di eventi particolari per cui l'acquirente, pur di disporre dell'intera serie li sceglie nonostante la minor convenienza ed è disposto a pagare il sovrapprezzo.
Sull'oggetto sono sempre riportati con tecnica serigrafica il logo e/o il nome della ditta. A volte sono impressi direttamente nel vetro. Trattandosi come si è detto di oggetti che promuovono il brand (il marchio) spesso sono ricchi di decori e colori. La decorazione è ottenuta anch'essa tramite serigrafia in quanto risulta essere la tecnica ottimale per un buon risultato a costo ridotto.

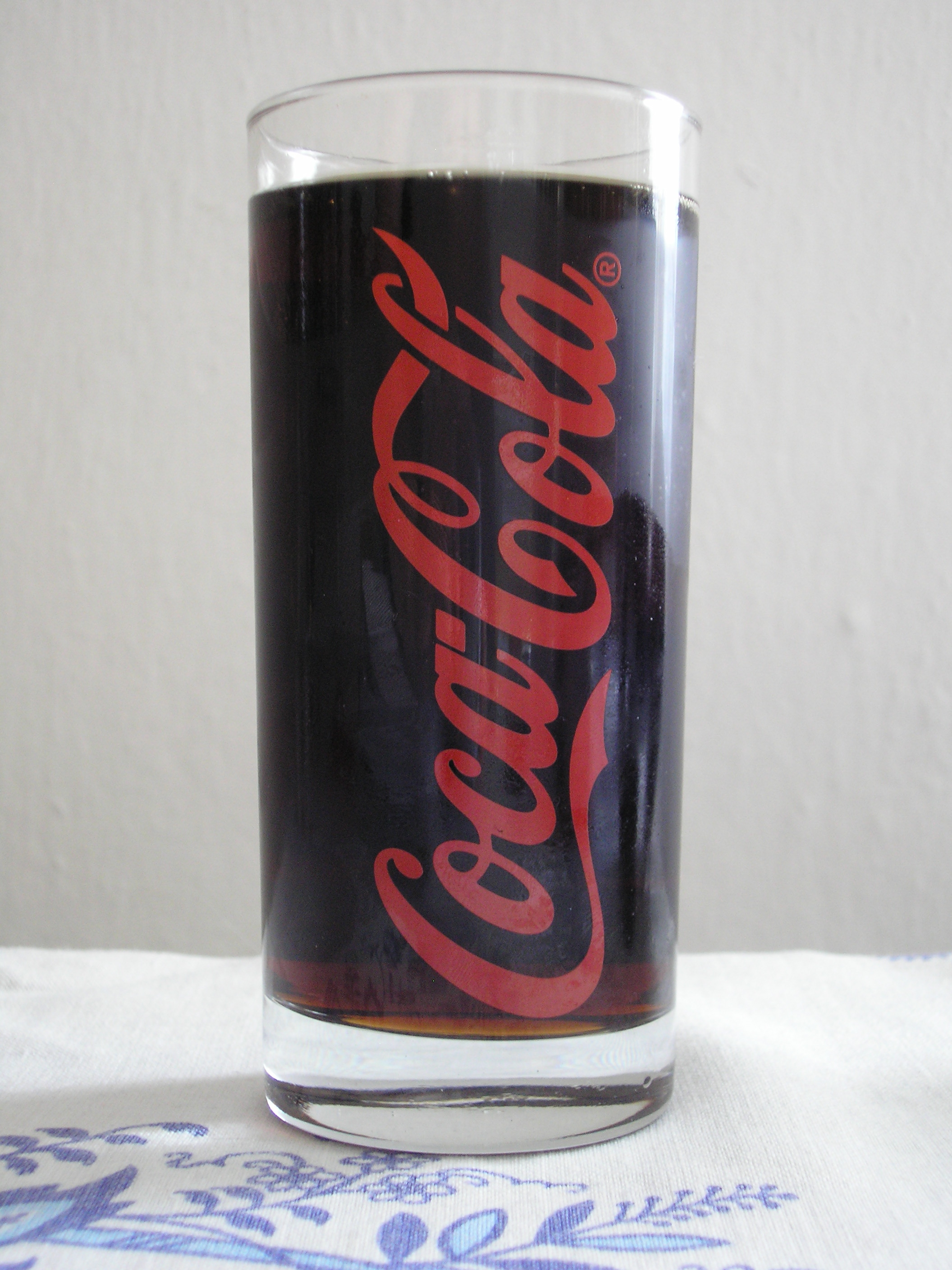
Un bicchiere della Coca Cola

Si possono sicuramente includere tra questi i bicchieri delle bevande gassate, di liquori e della birra. In quest'ultimo caso si considerano di diritto anche i boccali da birra (inclusi i krug); per la bevanda in questione il fenomeno si lega anche a produzioni e a feste stagionali (Oktoberfest) con conseguenti edizioni e/o decorazioni celebrativi o commemorativi.
I contenitori con marchio sono quelli maggiormente collezionati. Si tratta di una forma di collezionismo minore rispetto alle collezioni classiche, ma di vaste proporzioni perché a portata di mano di tutti.
Appartengono alla categoria i bicchieri della Martini & Rossi (Cynar, Aperol, China Martini ecc.), della Coca-Cola e quelli delle industrie della birra. Una categoria a parte sono i bicchieri dell'industria di prodotti dolciari. Ad esempio Nutella e Nutkao; negli anni 60/70 tali bicchieri erano rivolti a un acquirente adulto; presentavano decori in stile floreale e fantasia. Dalla fine del secolo scorso (anni 80) sono per lo più indirizzati a un pubblico eterogeneo e possiedono immagini tratte dai fumetti.

## Il gadget
Grandi aziende, nei settori più disparati e in occasione di avvenimenti importanti, fanno realizzare bicchieri come gadget. Anche il bicchiere-gadget contiene marchio aziendale e/o un'immagine dell'avvenimento. Così anche questi oggetti possono essere fonte di interesse per un collezionista.